# استجواب
الاستجواب هو أسلوب مقابلة يجري على النحو الذي يشيع استخدامه من قبل الموظفين المُكلفين بإنفاذ القانون، والعسكريين، ووكالات الاستخبارات بهدف الحصول على معلومات مفيدة مُتعلقة بالقضية ذات الشأن. قد يتضمن الاستجواب مجموعة متنوعة من الأساليب، منها التلاطف مع المُستجوب أو الخداع لأجل الحصول على معلومات أو استخدام العقاقير العقلية أو التعذيب بشكلٍ صريح.